# Jean Vatar
Pour les articles homonymes, voir Vatar.
Jean Vatar (1608-1678) est un imprimeur français.

## Biographie
Fils du peintre Luc Vatar, il devint imprimeur à Rennes. Il prit pour marque un palmier avec la légende Curvata resurgo, signe de parenté, dit Arthur de La Borderie entre Vatar et l'imprimeur Auguste Corbé, de Paris, qui avait ce symbole et cette devise, car, ajoute-t-il, on ne peut voir un rapport quelconque de la légende avec le nom de Vatar. L'abbé Angot ajoute que le rapport existe et est pourtant très clair : curVATA Resurgo.
Marchand-libraire,  il succède à François Haran et à son associé Mathieu Hovius comme imprimeur et libraire du Roi et du parlement de Bretagne le 15 mai 1673. Il transfère son atelier à Vannes en 1675 pour suivre le parlement de Bretagne. 
Il est également auteur de préfaces et d'épîtres dédicatoires et éditeur d'un recueil d'arrêts. 